# 김현균
김현균(1974년 3월 9일 ~ )는 대한민국의 배우이다.

## 학력
- 경기고등학교
- 한양대학교 연극영화 학사

## 출연작

### 드라마
- 《컬러》 (1996년, KBS2)
- 《아빠를 찾아주세요》 (1998년, KBS2)
- 《육남매》 (1998년, MBC)-양우석 역
- 《동양극장》 (2001년, KBS2)
- 《굿바이 솔로》 (2006년, KBS2) - 김민재 역
- 《순옥이》 (2006년, KBS1)
- 《드라마시티 - 너무도 착한 그녀》 (2006년, KBS2) - 박중식 역
- 《드라마시티 - 자장가 부르는 아기》 (2006년, KBS2) - 승주 역
- 《그래도 좋아!》 (2007년, MBC) - 김태주 역
- 《별순검 시즌1》 (2007년, MBC드라마넷)
- 《산너머 남촌에는》 (2007년, KBS1) - 조인수 역
- 《난 네게 반했어》 (2008년, KBS2) - 김민재 역
- 《다 줄거야》 (2009년, KBS2) - 공선수 역
- 《두근두근 달콤》 (2011년, KBS2) - 이덕수  역
- 《뱀파이어 검사 시즌1》 (2011년, OCN) - 내과의사 역
- 《KBS 드라마 스페셜 연작 시리즈 - 소녀탐정 박해솔》 (2012년, KBS2) - 박원재 역 (특별출연)
- 《특수사건 전담반 TEN 시즌2》 (2013년, OCN)
- 《비밀》 (2013년, KBS2) - 박현석 역
- 《마마》 (2014년, MBC) - 문태훈 역
- 《착하지 않은 여자들》 (2015년, KBS2) - 김철희 젊은 시절 역
- 《무궁화 꽃이 피었습니다》 (2017년, KBS1) - 강백호 역
- 《데릴남편 오작두》 (2018년, MBC) - 이재형 역
- 《최고의 이혼》 (2018년, KBS2)
- 《태양의 계절》 (2019년, KBS2) - 정도인 역
- 《KBS 드라마 스페셜 - 모단걸》 (2020년, KBS2)
- 《여왕의 집》 (2025년, KBS2) - 정오성 역

### 영화
- 《병든 닭들의 사랑. 가난해도...》 (2009년) - 상원 역
- 《위도》 (2011년) - 장진규 역
- 《아직 사랑하고 있습니까?》 (2019년) - 최성국 역

### 연극
- 《비처럼 음악처럼》 (2010년) - 호권 역
- 《사천의 착한사람》 (1997년)
- 《푼틸라와 하인 마티》 (1998년)
- 《다이닝룸》 (2001년)
- 《만드라골라》 (2004년)
- 《코리올라누스》 (2005년)
- 《캔터베리 이야기》 (2007년) - 남자 4 역
- 《봄에는 자살금지》 (2009년)
- 《페리클레스》 (2010년) - 페리클레스 역
- 《베드룸 파스》 (2012년) - 트레버 역
- 《라쁘띠뜨위뜨》 (2013년) - 필립 역
- 《리어왕》 (2023년)

### 방송
- 《정보석의 청담동 새벽 한 시》 (2011년, MBC Every1)